# Évolution du collège épiscopal français en 2006
Liste des évêques français
- 2002
- 2003
- 2004
- 2005
- 2006
- 2007
- 2008
- 2009
- 2010

Cette  page a pour but de présenter les évolutions intervenues au sein du collège épiscopal français au cours de l'année 2006, ainsi que la situation des évêques des diocèses de France métropolitaine et d'outre-mer, mais également des évêques français exerçant pour la curie romaine ou pour des diocèses étrangers au 31 décembre 2006.

## Évolution du1erjanvier au 31 décembre 2006
| Date       | Événement                                                  | Titre                               |
| ---------- | ---------------------------------------------------------- | ----------------------------------- |
| 08/01/2006 | Consécration épiscopale de Jean-Marie Le Vert              | Évêque auxiliaire de Meaux          |
| 16/01/2006 | Retraite de René Séjourné                                  | Évêque émérite de Saint-Flour       |
| 22/01/2006 | Consécration épiscopale de Jean-Paul Mathieu               | Évêque de Saint-Dié                 |
| 28/01/2006 | Retraite de Jacques David                                  | Évêque émérite d'Évreux             |
| 28/01/2006 | Succession comme évêque titulaire de Christian Nourrichard | Évêque d'Évreux                     |
| 05/02/2006 | Consécration épiscopale de Michel Pansard                  | Évêque de Chartres                  |
| 05/02/2006 | Mort de Roger Froment                                      | Évêque émérite de Tulle             |
| 10/03/2006 | Mort de Jean Hermil                                        | Évêque émérite de Viviers           |
| 24/03/2006 | Création de Jean-Pierre Ricard                             | Cardinal-prêtre de Saint-Augustin   |
| 31/03/2006 | Nomination de Bruno Grua                                   | Évêque Saint-Flour                  |
| 08/04/2006 | Retraite de Raymond Séguy                                  | Évêque émérite d'Autun              |
| 08/04/2006 | Nomination de Benoît Rivière                               | Évêque d'Autun                      |
| 12/05/2006 | Retraite de Bernard Panafieu                               | Archevêque émérite de Marseille     |
| 12/05/2006 | Nomination de Georges Pontier                              | Archevêque de Marseille             |
| 01/06/2006 | Nomination de Jérôme Beau                                  | Évêque auxiliaire de Paris          |
| 01/06/2006 | Nomination de Jean-Yves Nahmias                            | Évêque auxiliaire de Paris          |
| 10/06/2006 | Retraite de Louis Dufaux                                   | Évêque émérite de Grenoble          |
| 10/06/2006 | Succession comme évêque titulaire de Guy de Kerimel        | Évêque de Grenoble                  |
| 18/06/2006 | Consécration épiscopale de Bruno Grua                      | Évêque de Saint-Flour               |
| 28/06/2006 | Nomination de Jacques Blaquart                             | Évêque auxiliaire de Bordeaux       |
| 28/06/2006 | Retraite de Pierre Joatton                                 | Évêque émérite de Saint-Étienne     |
| 28/06/2006 | Nomination de Dominique Lebrun                             | Évêque de Saint-Étienne             |
| 11/07/2006 | Nomination de André Dupuy                                  | Nonce apostolique à Monaco          |
| 11/07/2006 | Retraite de Émile Marcus                                   | Archevêque émérite de Toulouse      |
| 11/07/2006 | Nomination de Robert Le Gall                               | Archevêque de Toulouse              |
| 20/07/2006 | Mort d'André Quélen                                        | Évêque émérite de Moulins           |
| 25/08/2006 | Retraite de Joseph Doré                                    | Archevêque émérite de Strasbourg    |
| 08/09/2006 | Consécration épiscopale de Jérôme Beau                     | Évêque auxiliaire de Paris          |
| 08/09/2006 | Consécration épiscopale de Jean-Yves Nahmias               | Évêque auxiliaire de Paris          |
| 09/09/2006 | Consécration épiscopale de Dominique Lebrun                | Évêque de Saint-Étienne             |
| 11/09/2006 | Mort de Louis Cornet                                       | Évêque émérite de Meaux             |
| 17/09/2006 | Consécration épiscopale de Jacques Blaquart                | Évêque auxiliaire de Bordeaux       |
| 02/10/2006 | Retraite de Jacques Fihey                                  | Évêque émérite de Coutances         |
| 19/10/2006 | Nomination de Pierre d'Ornellas                            | Archevêque coadjuteur de Rennes     |
| 29/11/2006 | Nomination de Bernard Housset,                             | Évêque de La Rochelle et Saintes    |
| 7/12/2006  | Mort de Jean Sahuquet,                                     | Évêque émérite de Tarbes et Lourdes |

Soit pour l'année 2006:
- Douze nominations dont
  - Cinq nominations de nouveaux évêques
  - Cinq transferts d'évêques
  - Deux successions par un évêque coadjuteur
- Huit consécrations épiscopales
- Neuf départs en retraite
- Cinq décès

### Documentation catholique
1. ↑  21 janvier 2007 no 2372 p. 97